# 线柄薹草
线柄薹草（学名：Carex filipes）为莎草科薹草属的植物。分布在日本等地。

## 变种
丝柄薹草（学名：Carex filipes var. sparsinux）为莎草科薹草属线柄薹草的变种。分布在日本以及中国大陆的贵州、浙江、福建、湖北、安徽、江苏等地，生长于海拔1,480米至2,200米的地区，常生于路边湿地或草丛。